# Izland az 1972. évi nyári olimpiai játékokon
Izland az NSZK-beli Münchenben megrendezett 1972. évi nyári olimpiai játékok egyik részt vevő nemzete volt. Az országot az olimpián 4 sportágban 25 sportoló képviselte, akik érmet nem szereztek.

## Atlétika
Férfi
| Versenyző              | Versenyszám | Előfutam | Előfutam | Előfutam | Negyeddöntő | Negyeddöntő | Negyeddöntő | Elődöntő | Elődöntő | Elődöntő | Döntő   | Döntő    |
| Versenyző              | Versenyszám | Idő      | Hely.    | Össz.    | Idő         | Hely.       | Össz.       | Idő      | Hely.    | Össz.    | Idő     | Helyezés |
| ---------------------- | ----------- | -------- | -------- | -------- | ----------- | ----------- | ----------- | -------- | -------- | -------- | ------- | -------- |
| Bjarni Stefánsson      | 100 m       | 10,99    | 6.       | 72.      | kiesett     | kiesett     | kiesett     | kiesett  | kiesett  | kiesett  | kiesett | kiesett  |
| Bjarni Stefánsson      | 400 m       | 46,76    | 5.       | 30.      | 46,92       | 6.          | 29.*        | kiesett  | kiesett  | kiesett  | kiesett | kiesett  |
| Þorsteinn Þorsteinsson | 800 m       | 1:50,8   | 6.       | 37.**    |             |             |             | kiesett  | kiesett  | kiesett  | kiesett | kiesett  |

| Versenyző             | Versenyszám   | Selejtező | Selejtező | Döntő    | Döntő    |
| Versenyző             | Versenyszám   | Eredmény  | Helyezés  | Eredmény | Helyezés |
| --------------------- | ------------- | --------- | --------- | -------- | -------- |
| Erlendur Valdimarsson | Diszkoszvetés | 55,38 m   | 23.       | kiesett  | kiesett  |

Női
| Versenyző         | Versenyszám | Selejtező | Selejtező | Döntő    | Döntő    |
| Versenyző         | Versenyszám | Eredmény  | Helyezés  | Eredmény | Helyezés |
| ----------------- | ----------- | --------- | --------- | -------- | -------- |
| Lára Sveinsdóttir | Magasugrás  | 160 cm    | 37.       | kiesett  | kiesett  |

* - egy másik versenyzővel azonos időt ért el

** - két másik versenyzővel azonos időt ért el

## Kézilabda
| Izlandi férfi kézilabdacsapat-játékoskeret | Izlandi férfi kézilabdacsapat-játékoskeret                                                                                               |
| --- | --- |
| - Axel Axelsson - Ólafur Benediktsson - Björgvin Björgvinsson - Hjalti Einarsson - Sigurður Einarsson - Birgir Finnbogason - Stefán Gunnarsson - Geir Hallsteinsson | - Ólafur Jónsson - Stefán Jónsson - Jón Magnússon - Ágúst Ögmundsson - Sigurbergur Sigsteinsson - Viðar Símonarson - Gunnsteinn Skúlason |

### Eredmények
Csoportkör
B csoport
| Csapat              | M | Gy | D | V | G+ | G– | Gk  | P |
| ------------------- | - | -- | - | - | -- | -- | --- | - |
| NDK (GDR)           | 3 | 3  | 0 | 0 | 51 | 32 | +19 | 6 |
| Csehszlovákia (TCH) | 3 | 1  | 1 | 1 | 56 | 40 | +16 | 3 |
| Izland (ISL)        | 3 | 1  | 1 | 1 | 57 | 51 | +6  | 3 |
| Tunézia (TUN)       | 3 | 0  | 0 | 3 | 32 | 73 | –41 | 0 |

| 1972. augusztus 30. | NDK (GDR) | 16 – 11 | Izland (ISL)   |  |
| 1972. augusztus 30. | Randt 5   | (7–6)   | négy játékos 2 |  |
| 1972. augusztus 30. |           |         |                |  |

| 1972. szeptember 1. | Csehszlovákia (TCH) | 19 – 19 | Izland (ISL)   |  |
| 1972. szeptember 1. | Konečný 6           | (8–10)  | Björgvinsson 5 |  |
| 1972. szeptember 1. |                     |         |                |  |

| 1972. szeptember 3. | Izland (ISL) | 27 – 16 | Tunézia (TUN)   |  |
| 1972. szeptember 3. | Magnússon 7  | (14–7)  | Klai, Sebabti 3 |  |
| 1972. szeptember 3. |              |         |                 |  |

A 9–12. helyért
| 1972. szeptember 7. | Lengyelország (POL) | 20 – 17 | Izland (ISL) |  |
| 1972. szeptember 7. | Antczak 5           | (10–7)  | Magnússon 6  |  |
| 1972. szeptember 7. |                     |         |              |  |

A 11. helyért
| 1972. szeptember 9. | Izland (ISL)    | 18 – 19 | Japán (JPN)     |  |
| 1972. szeptember 9. | Hallsteinsson 7 | (12–11) | három játékos 4 |  |
| 1972. szeptember 9. |                 |         |                 |  |

| Csapat       | Helyezés |
| ------------ | -------- |
| Izland (ISL) | 12.      |

## Súlyemelés
| Versenyző            | Versenyszám | Nyomás   | Nyomás   | Szakítás | Szakítás | Lökés    | Lökés    | Összesen | Helyezés |
| Versenyző            | Versenyszám | Eredmény | Helyezés | Eredmény | Helyezés | Eredmény | Helyezés | Összesen | Helyezés |
| -------------------- | ----------- | -------- | -------- | -------- | -------- | -------- | -------- | -------- | -------- |
| Guðmundur Sigurðsson | 90 kg       | 142,5    | 17.      | 135,0    | 13.      | 177,5    | 11.      | 455,0    | 13.      |
| Óskar Sigurpálsson   | 110 kg      | 177,5    | 8.       | 117,5    | 23.      | 182,5    | 15.      | 477,5    | 19.      |

## Úszás
Férfi
| Versenyző           | Versenyszám  | Előfutam | Előfutam | Előfutam | Elődöntő | Elődöntő | Elődöntő | Döntő   | Döntő    |
| Versenyző           | Versenyszám  | Idő      | Hely.    | Össz.    | Idő      | Hely.    | Össz.    | Idő     | Helyezés |
| ------------------- | ------------ | -------- | -------- | -------- | -------- | -------- | -------- | ------- | -------- |
| Finnur Garðarsson   | 100 m gyors  | 55,53    | 6.       | 35.      | kiesett  | kiesett  | kiesett  | kiesett | kiesett  |
| Finnur Garðarsson   | 200 m gyors  | 2:08,88  | 8.       | 43.      |          |          |          | kiesett | kiesett  |
| Friðrik Guðmundsson | 400 m gyors  | 4:26,25  | 7.       | 41.      |          |          |          | kiesett | kiesett  |
| Friðrik Guðmundsson | 1500 m gyors | 17:32,47 | 6.       | 31.      |          |          |          | kiesett | kiesett  |
| Guðjón Guðmundsson  | 100 m mell   | 1:11,11  | 8.       | 36.      | kiesett  | kiesett  | kiesett  | kiesett | kiesett  |
| Guðjón Guðmundsson  | 200 m mell   | 2:32,40  | 4.       | 22.      |          |          |          | kiesett | kiesett  |
| Gudmunður Gíslason  | 200 m vegyes | 2:20,00  | 5.       | 33.      |          |          |          | kiesett | kiesett  |
| Gudmunður Gíslason  | 400 m vegyes | 5:03,54  | 7.       | 30.      |          |          |          | kiesett | kiesett  |